# Кабальеро, Тьяго
Тьяго Исаиас Кабальеро Флейтас (исп. Tiago Isaías Caballero Fleytas; род. 27 мая 2005, Луке, Сентраль) — парагвайский футболист, нападающий клуба «Насьональ».

## Клубная карьера
Кабальеро — воспитанник клубов «Насьональ». 23 мая 2023 года в матче против «Спортиво Лукеньо» он дебютировал в парагвайской Примере. 29 августа в поединке против «Ресистенсии» Тьяго забил свой первый гол за «Насьональ».

## Международная карьера
В 2025 году в составе молодёжной сборной Парагвая Кабальеро принял участие в молодёжном чемпионате Южной Америки в Венесуэле. На турнире он сыграл в матчах против сборных Колумбии, Перу, Венесуэлы, Бразилии, Аргентины и дважды Уругвая и Чили. В поединке против аргентинцев Тьяго забил гол.